# Іновроцлав
Іновроцлав (пол. Inowrocław, нім. Inowrazlaw, у 1904—1920 та 1939—1945 Hohensalza) — місто в Куявсько-Поморському воєводстві Польщі, центр Іновроцлавського повіту та сільської гміни Іновроцлав. Курортне місто, лежить на берегах річки Нотець, на Іновроцлавській рівнині, у північно-східній частині Поозерря Великопольського.
Покровителькою Іновроцлава вважають Королеву Ядвіґу — таке рішення ухвалила міська рада.

## Історія
- 14 століття—1772: центральне місто Іновроцлавського воєводства Королівства Польського та Речі Посполитої.
- Під час гітлерівської окупації діяв табір примусової праці на Болонях, де окрім поляків утримували і українців[4]
- Від 1975 до 1998 років належало до Бидґоського воєводства.

## Інфраструктура
Іновроцлав є важливим залізничним та магістральним вузлом, також багатогранним осередком промисловости, послуг та оздоровлення. Від 2013 року в Іновроцлаві виділені місця для інвестицій Поморської спеціальної економічної зони. В місті розміщується військовий гарнізон.
Місто є столицею Західної Куявії. В Іновроцлаві функціонують санаторії, курорти, соляна градирня, а саме місто має статус здравниці.
Місто має великі поклади кам'яної солі, котра добувалась тут від стародавніх часів; звідси означення — «місто на солі». Однак, від часу закриття та затоплення копальні «Solino», сіль в традиційний спосіб добувати припинили. В місті розливають високомінералізовану воду «Іновроцлов'янка» («Inowrocławianka»), котра, найімовірніше, є найсолонішою з мінеральних вод Польщі.

## Демографія
Демографічна структура станом на 31 березня 2011 року:
|          | Загалом | Допрацездатний вік | Працездатний вік | Постпрацездатний вік |
| -------- | ------- | ------------------ | ---------------- | -------------------- |
| Чоловіки | 36111   | 6463               | 25987            | 3661                 |
| Жінки    | 39976   | 6191               | 24360            | 9425                 |
| Разом    | 76087   | 12654              | 50347            | 13086                |

Є 49 містом за кількістю населення в Польщі — станом на 30 червня 2018 року в місті налічувалось 73318 мешканців.

## Відомі мешканці
- Ганс Єшоннек — військовий діяч.
- Зенон Косидовський — письменник.
- Генріх Курциг — письменник.

## Галерея

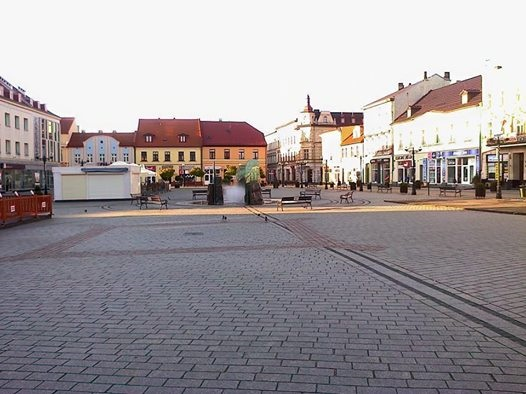
Площа Ринок
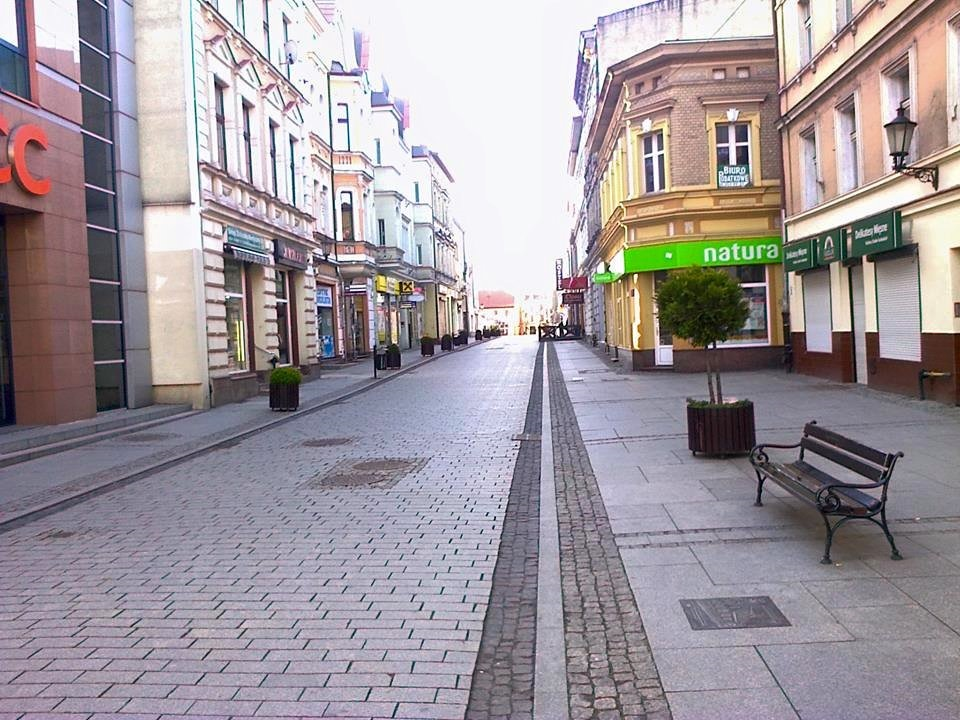
Вулиця Королеви Ядвіги
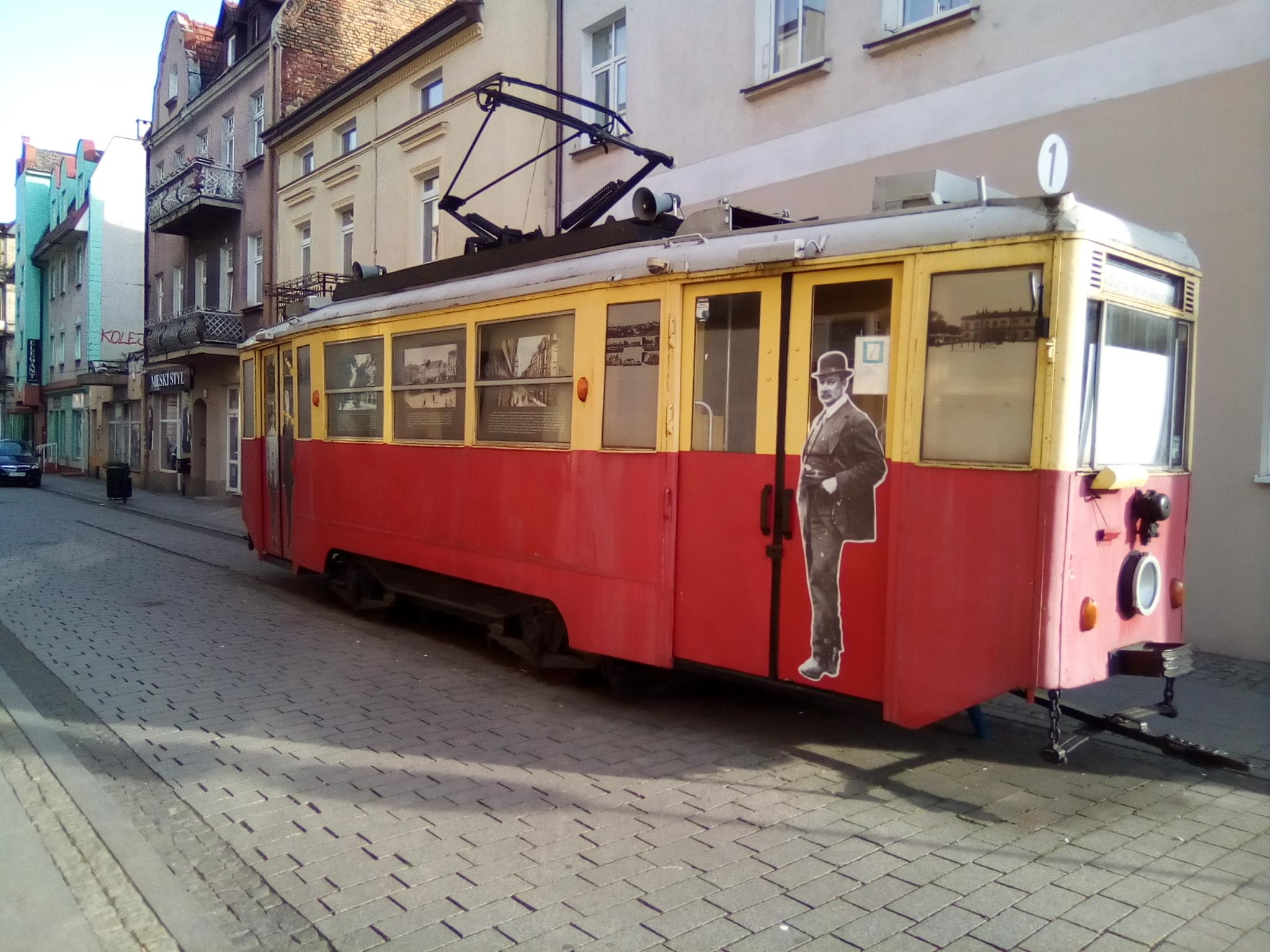
Пам'ятник трамваєві
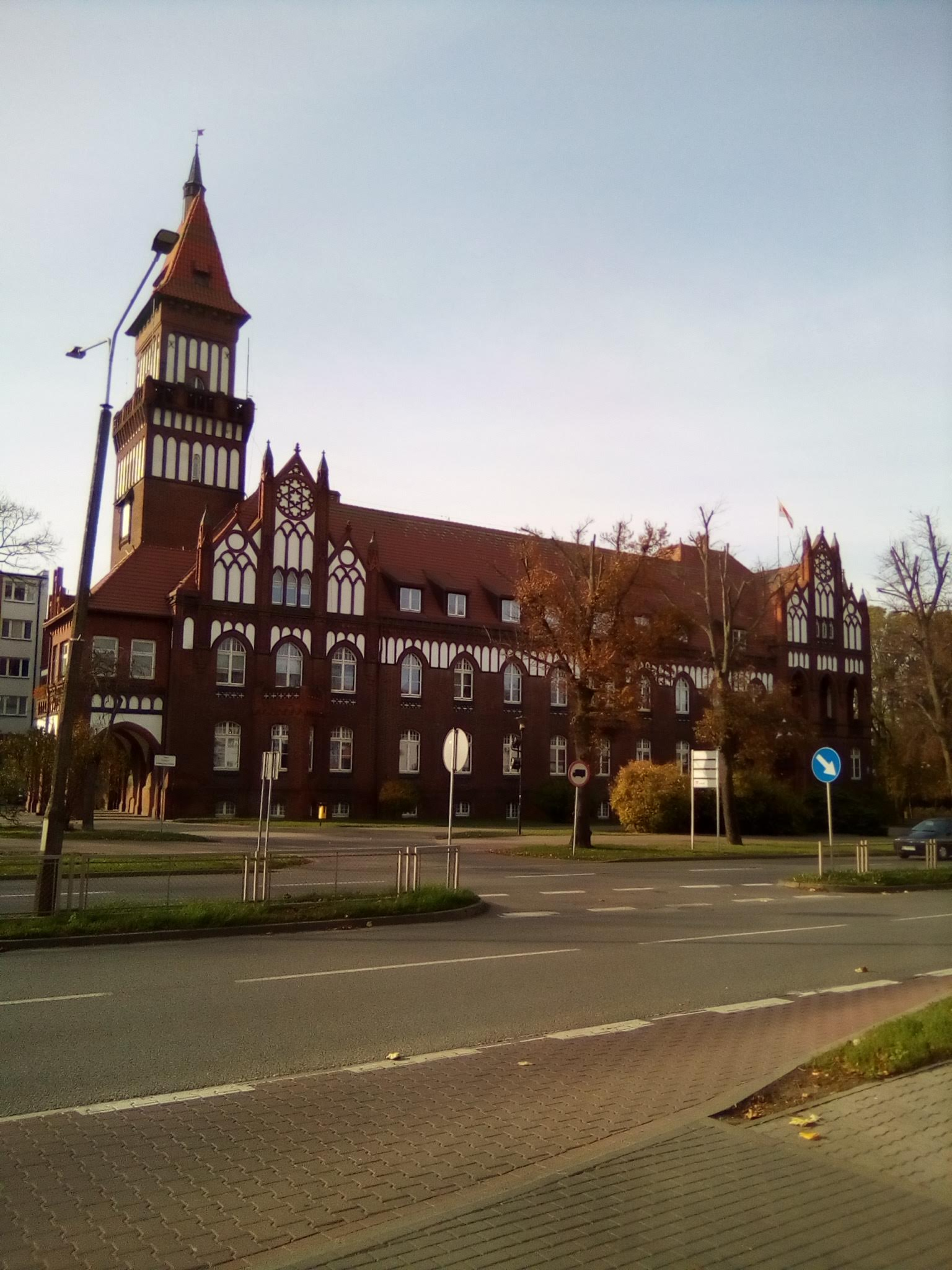
Будівля ратуші
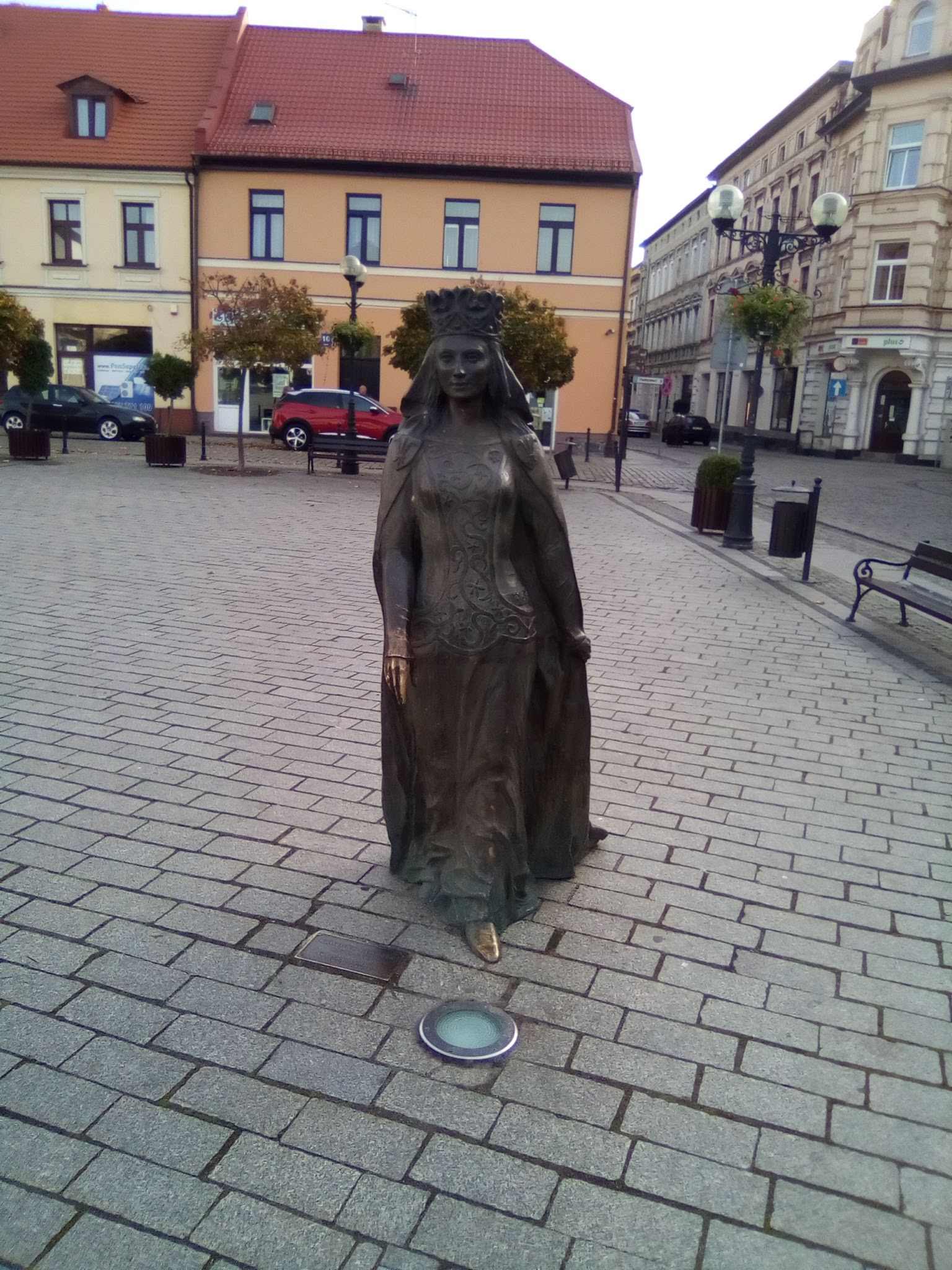
Пам'ятник покровительки міста - королеви Ядвіґи
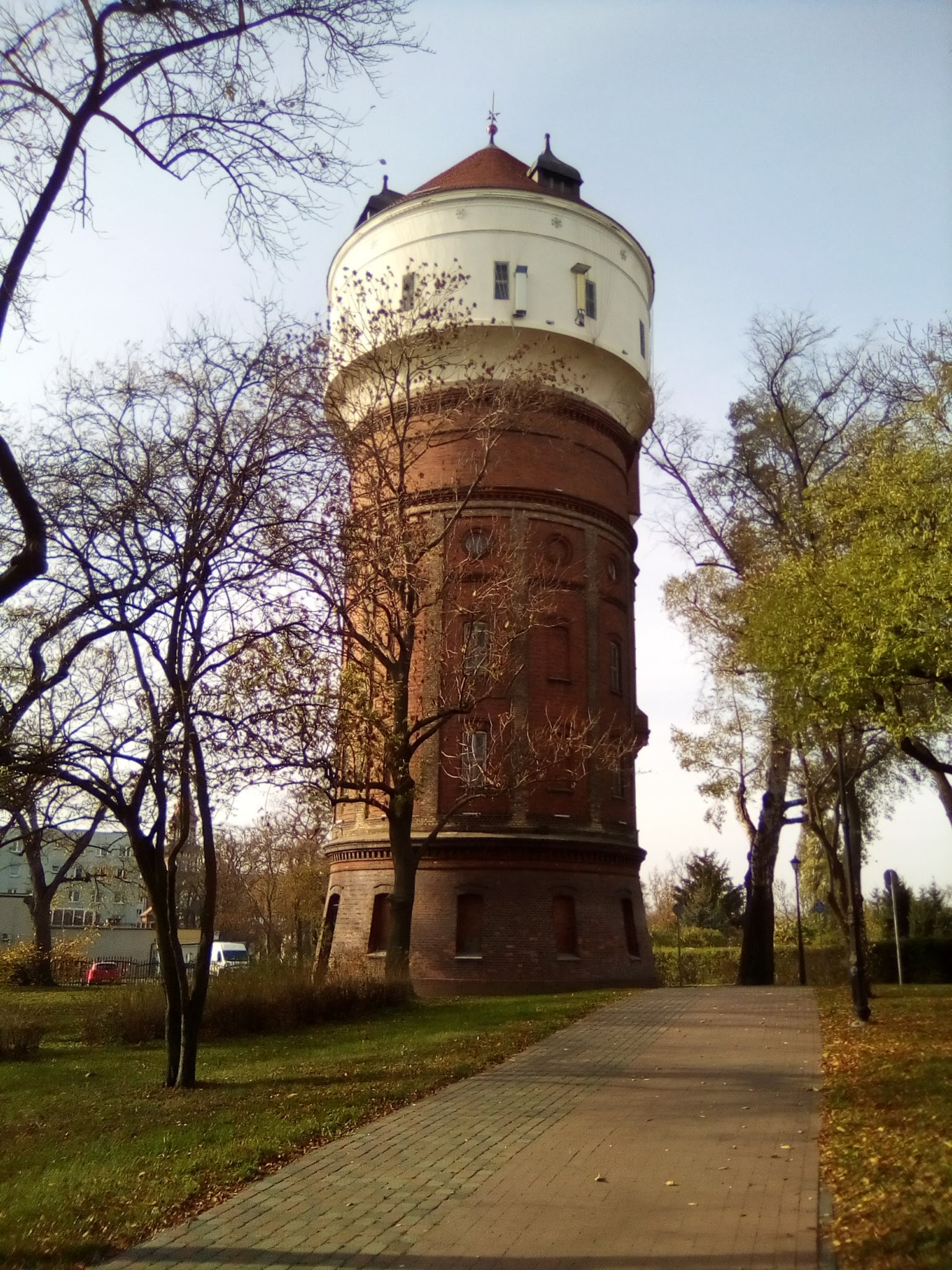
Вежа в сквері ім. Вичувського